# АРЗ (стадион)
Стадион авиаремонтного завода (АРЗ, «Спартак-АРЗ») — многофункциональный стадион в городе Кропивницкий.

## История
Стадион «Спартак» в Кропивницком построили в XX веке, сначала он принадлежал Кировоградскому авиаремонтному заводу. Стадион известен тем, что 23 марта 1996 на нем сыграла свой домашний матч футбольная команда «Звезда» (Кировоград) против тернопольской «Нивы». Матч 20-го тура Высшей лиги Украины посетило 6500 болельщиков. В начале XXI века стадион изменил название на АРЗ.